# José Coello de Portugal y Quesada
José Coello de Portugal y Quesada   (Jaén, 27 d'agost de 1830 - Madrid, 25 de novembre de 1906), II comte Coello de Portugal, germà de Diego Coello de Portugal y Quesada i Francisco Coello de Portugal y Quesada va ser un militar espanyol, capità general de València a finals del segle xix.

## Biografia
Ingressà a l'Acadèmia General Militar en 1844; en 1847 ascendí a subtinent, en 1852 a tinent d'Estat Major i en 1854 a capità. Després dels esdeveniments de Madrid de 1856 va rebre la creu de Sant Ferran i la creu de Carles III. Després va marxar a la guerra d'Àfrica, on va participar en els combats de Tetuan i fou ferit a Kel-Sely, accions per les quals fou ascendit a comandant. I després de la batalla de Wad Ras fou ascendit a coronel. En 1866 va estar agregat a l'exèrcit italià que lluitava per la unificació contra l'Imperi Austríac.
El 22 de gener de 1861 va formar part de la Comissió General d'Estadística del Regne, que entre 1867 i 1873 va col·laborar en l'elaboració del Mapa d'Espanya. En 1873 fou destinat com a coronel d'Estat Major a València, on el va sorprendre l'esclat de la tercera guerra carlina. Després de l'acció de Cervera del Maestrat en 1875 fou ascendit a brigadier i condecorat amb la Creu del Mèrit Militar de 3a classe, Va participar en els combats de Llucena, Xelva i Terol, i el 1876 fou nomenat ajudant de camp del Rei.
El 1884 fou ascendit a mariscal de camp i durant el pronunciament de Villacampa de 1886 era comandant general de la III Divisió d'Infanteria de Castella la Nova. En 1887 fou fiscal militar del Consell Suprem de Guerra i Marina i del Consell d'Estat. Després d'ascendir a tinent general en 1891 fou nomenat capità general de Burgos, València i Andalusia. En 1895 fou membre del Consell de Guerra i Marina i el 1896 fou escollit senador per la província de Jaén. El 1899 va obtenir el títol de comte de Coello de Portugal a la mort del seu germà i l'octubre fou nomenat director general de Carabiners. En 1902 va passar a la reserva. Va morir a Madrid el 25 de novembre de 1906.

## Obres
- Organización militar (1856)
- Estudios sobre el ejército sardo (1859)